# Wolves (canção)
"Wolves" é uma canção da cantora americana Selena Gomez com a colaboração do DJ Marshmello. Foi escrita por ambos juntamente com Ali Tamposi, Louis Bell, Brian Lee, Carl Rosen, e Andrew Watt, sendo produzida por Marshmello e Watt. O seu lançamento como single ocorreu em 25 de outubro de 2017, através da Interscope Records.

## Antecedentes
Em 22 de julho de 2017, Marshmello revelou a colaboração em sua conta do Twitter, dizendo "feliz aniversário, Selena Gomez! Não posso esperar que o mundo possa escutar nosso trabalho." Em 15 de agosto de 2017, Marshmello escreveu que Selena "soa absolutamente incrível" na canção, após ser perguntado por um fã sobre a colaboração dos artistas.

Selena Gomez e Marshmello na divulgação do single.

Durante uma entrevista de rádio para a Energy 103.7 FM, Selena disse que a colaboração "é realmente legal. É do estilo do DJ Marshmello e, além disso, estou levando meu estilo consigo." A cantora classificou a canção como uma de suas favoritas. Em 25 de setembro de 2017, um seguidor de Selena pediu a Marshmello uma prévia da canção e o cantor respondeu "em breve", dando a especular acerca do lançamento da parceria. Em 6 de outubro de 2017, após o lançamento da canção "You & Me", com Migos, TM88 e Southside, reafirmou que o lançamento da música estava próximo.
Em 19 de outubro de 2017, Selena e Marshmello utilizaram suas redes sociais para divulgar a data de lançamento da canção. Gomez compartilhou imagens utilizando um capacete rosa, semelhante ao de Marshmello, enquanto estavam sentados no chão e comendo pipoca. A canção foi lançada na Beats 1, pelo radialista Zane Lowe, que enquadrou a canção como "A Gravação do Mundo".

## Composição
"Wolves" foi escrita por Selena, Marshmello, Ali Tamposi, Louis Bell e Carl Rosen. Os artistas e produtores descreveram a parceria como "eletrônica e EDM propulsivo", tendo influências "do pop dos anos 80 e de acústico de EDM". A canção é iniciada em tom obscuro, com Selena cantando juntamente com o acústico de um violão. Kat Bein, da Billboard, comentou que "a canção é quase um pop country, mas o coro demonstra toda a doçura do DJ Marshmello." Em entrevisa para a rádio Beats 1, Selena afirmou que a letra da música reflete nos seus sentimentos no momento em que escrevia a canção.

## Performances
Foi anunciada uma performance de Wolves no American Music Awards como o retorno aos palcos de Selena Gomez desde sua pausa na carreira por conta do tratamento da lúpus. A performance foi uma das mais aguardadas da noite e foi elogiada pelas revistas Billboard e Forbes como uma das cinco melhores da noite e consistia em Gomez cantando pelo palco enquanto dançarinas interagiam com ela de forma até agressiva.

## Videoclipe
O videoclipe foi lançado primeiramente em 18 de novembro pela Apple Music e no dia seguinte no seu canal VEVO e apresenta Gomez em um ginásio abandonado, vestindo roupas diferentes e sendo filmada pelas câmeras, no final do clipe ela aparece andando sobre a água.

## Desempenho nas tabelas musicais

### Posições
| Tabela musical (2017)                                  | Melhor posição |
| ------------------------------------------------------ | -------------- |
| Alemanha (Media Control Charts)                        | 11             |
| Austrália (ARIA Charts)                                | 5              |
| Áustria (Ö3 Austria Top 40)                            | 8              |
| Bélgica (Ultratop 50 Flanders)                         | 7              |
| Bélgica (Ultratop 50 Wallonia)                         | 12             |
| Brasil (Top 50 Streaming Mensal)                       | 32             |
| Canadá (Canadian Hot 100)                              | 7              |
| Dinamarca (Tracklisten)                                | 8              |
| Escócia (The Official Charts Company)                  | 5              |
| Eslováquia (IFPI Slovenská Republika)                  | 4              |
| Espanha (PROMUSICAE)                                   | 20             |
| Estados Unidos (Billboard Hot 100)                     | 20             |
| Estados Unidos (Dance/Electronic Songs)                | 1              |
| Estados Unidos (Mainstream Top 40)                     | 8              |
| União Europeia (Euro Digital Songs)                    | 14             |
| Finlândia (Suomen virallinen lista)                    | 3              |
| França (Syndicat National de l'Édition Phonographique) | 31             |
| Grécia (Greece Digital Songs)                          | 5              |
| Hungria (Magyar Hanglemezkiadók Szövetsége)            | 10             |
| Hungria (Stream Top 40)                                | 1              |
| Irlanda (Irish Recorded Music Association)             | 5              |
| Itália (Federazione Industria Musicale Italiana)       | 28             |
| Japão (Japan Hot 100)                                  | 40             |
| Líbano (Lebanese Top 20)                               | 2              |
| Noruega (VG-lista)                                     | 5              |
| Nova Zelândia (Recorded Music NZ)                      | 10             |
| Países Baixos (MegaCharts)                             | 2              |
| Portugal (Associação Fonográfica Portuguesa)           | 7              |
| Reino Unido (The Official Charts Company)              | 9              |
| Reino Unido (UK Dance Chart)                           | 2              |
| Chéquia (IFPI Česká Republika)                         | 2              |
| Suécia (Sverigetopplistan)                             | 7              |
| Suíça (Schweizer Hitparade)                            | 9              |
| Venezuela (Monitor Latino Anglo)                       | 4              |

## Certificados
| País (Empresa)           | Certificado | Vendas     |
| ------------------------ | ----------- | ---------- |
| Bélgica (BEA)            | Ouro        | +15.000    |
| Canadá (Music Canada)    | 2× Platina  | +160.000   |
| Dinamarca (IFPI Denmark) | Ouro        | +45.000    |
| Espanha (PROMUSICAE)     | Ouro        | +20.000    |
| Estados Unidos (RIAA)    | Platina     | +4.000.000 |
| França (SNEP)            | Ouro        | +75.000    |
| Itália (FIMI)            | Ouro        | +25.000    |
| Nova Zelândia (RMNZ)     | Ouro        | +15.000    |
| Reino Unido (BPI)        | Prata       | +1.000.000 |